# FaceTime
FaceTime — запатентований продукт для відеотелефонії, розроблений Apple Inc. FaceTime доступний на підтримуваних мобільних пристроях iOS на базі iOS 4 і новіших версій і комп'ютерів Mac з Mac OS X 10.6.6 і новіших версій. FaceTime підтримується на будь-якому пристрої iOS з фронтальною камерою, і на будь-якому комп'ютері Mac, оснащеному камерою FaceTime. FaceTime Audio, версія лише для аудіодзвінків, доступний на будь-якому пристрої iOS, який підтримує iOS 7 або новішу версію, а також на будь-якому комп'ютері Mac із фронтальною камерою на базі Mac OS X 10.9.2 та новіших версій. FaceTime безкоштовно передставнолено в iOS і macOS, починаючи від Mac OS X Lion (10.7) і новіших версій.
З моменту випуску iOS 15 і macOS Monterey, системи, які не є частиною екосистеми Apple, можна використовувати для участі у дзвінках FaceTime за допомогою вебклієнта.

## Історія
Apple купила назву «FaceTime» у FaceTime Communications, яка змінила назву на Actiance у січні 2011 року. 7 червня 2010 року генеральний директор Apple Стів Джобс представив FaceTime у поєднанні з iPhone 4 у програмній промові на Apple Worldwide Developers Conference 2010. Підтримка продукту четвертим поколінням iPod Touch (перша модель iPod Touch, оснащена камерами) була анонсована разом із випуском пристрою 8 вересня 2010 року. 2 березня 2011 року було анонсовано підтримку FaceTime на нещодавно представленому iPad 2, який мав задню і фронтальну камери.
24 лютого 2011 року завершилося бета-тестування FaceTime і продукт був представлений в Mac App Store за 0,99 доларів США. Apple стверджувала, що вона має намір зробити програму безкоштовною, однак положення Закону Сарбейнса-Окслі (2002) забороняє компаніям надавати нерекламовану нову функцію вже проданого продукту, не зазнаючи «обтяжливих заходів бухгалтерського обліку». Бета-версія за $0,99 більше не була доступна для завантаження в Apple. FaceTime безкоштовно включено в macOS від Mac OS X Lion (10.7) і новіших версіях та iOS.
AT&T дозволила клієнтам використовувати FaceTime до тих пір, поки вони були багаторівневими, але заблокувала роботу програми для клієнтів з необмеженими тарифними планами. Федеральна комісія зі зв'язку (FCC) притягнула AT&T до відповідальності за порушення мережевого нейтралітету.
У травні 2011 року стало відомо, що FaceTime буде безперебійно працювати через 3G на всіх моделях iPhone, iPad та iPod Touch, які його підтримують. Незважаючи на те, що на той час FaceTime працював лише через 3G, наразі він підтримує дзвінки 4G LTE в мережах по всьому світу, доступність обмежена тарифними планами операторів GSM.
У 2018 році Apple додала в iOS 12 і macOS Mojave групову підтримку відео- та аудіодзвінків в FaceTime, з обмеженням до 32 учасників.
7 червня 2021 року під час виступу на WWDC було оголошено, що FaceTime стане доступним для користувачів Android і Windows через вебзастосунки. На тому ж заході для FaceTime на iOS 15, iPadOS 15 і macOS Monterey була анонсована нова функція під назвою SharePlay. Вона дозволить користувачам iPhone, iPad і Mac ділитися музикою, відео або екраном з людьми, які беруть участь у колективному дзвінку. Apple заявила, що ця функція використовує прикладний програмний інтерфейс, який можна ввімкнути у будь-якому медіасервісі, а підтримка SharePlay планується в Apple Music, програмі Apple TV (включаючи Apple TV+), Disney+, Hulu, HBO Max, Paramount+, TikTok, Twitch та деяких інших медіа-джерелах на момент запуску.

## Реалізація

Екран iPhone під час розмови з кнопкою FaceTime (затінена, середина нижнього ряду).

FaceTime працює шляхом встановлення з'єднання між двома підтримуваними пристроями. Більшість пристроїв Apple (наприклад, iPhone, iPad і Mac), представлених після 2011 року, підтримують FaceTime. FaceTime наразі несумісний з пристроями, виробленими не Apple, або іншими сервісами відеодзвінків. Моделі Mac, представлені в 2011 році, підтримують відео високої чіткості FaceTime, яке пристрої використовують автоматично, коли обидва користувача мають камеру FaceTime HD.
На момент запуску, на відміну від iChat Mac OS X, FaceTime не підтримував групові конференції. Програма дозволяла вести відеочат один на один — говорити могли лише дві людини одночасно. Якщо зателефонував другий користувач, а той відповів, відеочат із попереднім користувачем завершиться, а новий відеосеанс розпочнеться з другим абонентом. В iPhone, якщо телефонний дзвінок був в очікуванні, і користувач намагається відповісти, відеодзвінок закінчується, а телефонний дзвінок починається з наступним користувачем. Підтримка групових відеоконференцій була додана з випуском iOS 12, що дозволяє одночасно брати участь у відеодзвінках за участю до 32 осіб.
Вхідні сповіщення на пристроях iOS відображаються під час виклику FaceTime, але якщо їх відкрити, відео буде тимчасово призупинено, доки користувач не повернеться в програму FaceTime.
На iPhone користувач може активувати FaceTime під час телефонного дзвінка, натиснувши кнопку FaceTime або запустивши FaceTime зі своєї історії викликів або програми Контакти. iOS 7 і новіші версії мають окрему програму FaceTime, оскільки вона завжди була на пристроях Apple, які не є телефонними: iPad, iPod Touch і Mac.
До випуску iOS 6 робота FaceTime потребувала підключення до Wi-Fi. Починаючи з iOS 6, FaceTime для iPhone та iPad підтримує дзвінки FaceTime через стільникові мережі (3G або LTE) за умови, що оператор дозволив це (до середини 2013 року це дозволили практично всі оператори по всьому світу). FaceTime Audio використовує близько трьох мегабайт даних на кожні п'ять хвилин розмови, а FaceTime Video використовує значно більше. Час/хвилини мобільного зв'язку не використовуються після перемикання з голосового дзвінка на дзвінок FaceTime.
Виклики FaceTime можна здійснювати з підтримуваних пристроїв за будь-яким номером телефону або адресою електронної пошти, що зареєстровані в службі FaceTime. Одну адресу електронної пошти можна зареєструвати на кількох пристроях, і дзвінок, здійснений на цю адресу, надійде на всі пристрої одночасно.

## Стандарти
Протокол FaceTime базується на численних відкритих галузевих стандартах, але не сумісний з продуктами, які не є частиною екосистеми Apple. Відсутність сумісності FaceTime робить клієнтів залежними від Apple і не дозволяє відмовитися від продуктів Apple.
Після презентації iPhone 4 Джобс заявив, що Apple негайно почне працювати з органами зі стандартів, щоб зробити протокол FaceTime «відкритим галузевим стандартом». Хоча протоколи є відкритими стандартами, служба Apple FaceTime вимагає сертифікат зі сторони клієнта.
Виклики FaceTime захищені наскрізним шифруванням, доступ до них має лише співрозмовники. Apple не може розшифрувати ці дані.[первинне джерело]
Використовувані стандарти включають:
- H.264 та AAC-ELD — відео та аудіо кодеки відповідно.
- SIP — протокол сигналізації IETF для VoIP.
- STUN, TURN[en] та ICE[en] — технології IETF для проходження мережевих екранів і NAT.
- RTP та SRTP — стандарти IETF для доставки в реальному часі та зашифрованих медіа-потоків для VoIP.

Порівняно з більшістю реалізацій SIP, Facetime додає методи, які підвищують продуктивність за рахунок порушення сумісності: мультиплексування портів, мінімізація SDP і стиснення SDP.

## FaceTime Audio
Нова версія FaceTime лише для аудіо під назвою FaceTime Audio була представлена під час щорічної конференції Apple Worldwide Developers Conference (WWDC) 10 червня 2013 року та випущена з iOS 7 18 вересня 2013 року. Як версія FaceTime лише для аудіо, він фактично перетворює протокол у VoIP, який конкурує з іншими основними постачальниками послуг у цій галузі, включаючи Skype (Microsoft).
На основі того ж аудіо протоколу AAC-LD сервіс забезпечує високоякісне аудіо. Бета-версії iOS 7 обмежили FaceTime Audio дзвінками, які можна було здійснювати лише через мережу Wi-Fi (те саме початкове обмеження для відеоверсії FaceTime), але остаточний випуск зняв це обмеження, щоб дозволити йому працювати через з'єднання даних 3G та LTE, як це відбувається з більшостю операторів і тарифних планів щодо відеоверсії FaceTime. Як і відеоверсія, FaceTime Audio наразі доступний лише для пристроїв Apple на iOS 7 і новіших версіях. Дзвінки FaceTime через мобільні мережі недоступні для iPhone 4 та iPad 2.

## Обмежена доступність

### За країнами
Станом на червень 2010 року FaceTime не був доступний на пристроях, куплених в Об'єднаних Арабських Еміратах, можливо, через правила цієї країни, які обмежують IP-зв'язок. FaceTime став доступним на iPhone в Об'єднаних Арабських Еміратах після оновлення iOS 13.6. Крім того, на пристроях, куплених у Китаї, вимкнено лише FaceTime Audio, тоді як FaceTime Video доступне. Пристрої, придбані за межами цих країн, підтримують як відео, так і аудіоверсії FaceTime. Хоча Єгипет, Йорданія, Катар і Кувейт спочатку вимкнули FaceTime на iPhone 4, пізніше вони знову ввімкнули цю функцію через оновлення оператора для існуючих власників телефонів і зробили її попередньо ввімкненою на будь-якому нещодавно придбаному iPhone. У березні 2018 року FaceTime став доступним на iPhone в Саудівській Аравії після оновлення до iOS 11.3, а в серпні 2019 року FaceTime став доступним для iPhone в Пакистані після оновлення до iOS 12.4.

### За версією iOS
Станом на 16 квітня 2014 року FaceTime припинив роботу в попередніх версіях iOS, які раніше підтримували його (iOS 4 і новіших версій), через термін дії сертифіката на стороні клієнта, який використовується для автентифікації справжнього пристрою Apple із серверами FaceTime (серед іншого використання), термін дії якого закінчувався на цю дату. Apple вирішила не випускати оновлення цього сертифіката для всіх пристроїв, для яких була доступна новіша основна версія iOS (з новим дійсним сертифікатом). Apple випустила незначне оновлення лише для сертифіката для всіх версій OS X, які могли працювати з FaceTime, а також для iPod Touch 4-го покоління, єдиного пристрою iOS, який міг працювати з FaceTime, але не міг працювати з найновішою на той час iOS 7. Результатом цієї політики стало те, що майже всі користувачі iOS повинні були оновити версію iOS на своїх пристроях, якщо вони хотіли й надалі використовувати FaceTime.

## Проблеми

### Помилка групи FaceTime
28 січня 2019 року у програмі FaceTime була виявлена помилка, яка дозволяла користувачам підслуховувати інших користувачів без їхнього відома за допомогою експлойту. Пізніше було виявлено, що відеоканал можна ввімкнути без погодження інших користувачів. У своїй заяві Apple заявила, що незабаром випустить виправлення експлойту, наразі відключивши групові дзвінки у FaceTime. Помилка була названа дослідниками безпеки «FacePalm», і вона впливає на пристрої iOS, які працюють під на базі iOS 12.1 або комп'ютерах Mac із MacOS 10.14.1 Mojave.
Хоча помилка привернула міжнародну увагу 28 січня 2019 року, помилку знайшов учень середньої школи в Аризоні. Він і його мати більше тижня намагалися попередити Apple про проблему через Facebook і Твіттер, виявивши помилку 20 січня, не отримавши відповіді. 25 січня 2019 року вони опублікували на YouTube відео, що демонструє помилку.